# Redditi di fabbricati
I redditi di fabbricati disciplinati agli artt. 36 - 43 T.U.I.R (D.P.R. 22 dicembre 1986 n. 917)  sono una sottocategoria unitaria dei redditi fondiari. Sono i redditi generati dalle unità immobiliari urbane ovvero i fabbricati e le altre costruzioni fissate al suolo o loro porzioni, produttivi di reddito autonomo. Anche le aree occupate dalle costruzioni e quelle che ne costituiscono pertinenze si considerano parti integranti delle unità immobiliari (Art. 36, cc. 1 e 2, D.P.R. 917/1986).

## Descrizione
Titolare del reddito
- proprietario [2]
- titolare di un diritto reale di godimento [3]

su immobili registrati o registrabili situati all'interno del territorio dello Stato Italiano.
Non si considerano produttivi di reddito:
- i fabbricati destinate all'esercizio del culto, compresi i monasteri di clausura e le loro pertinenze, se non sono oggetto di locazione (Art. 36, c. 3, D.P.R. 917/1986);
- i fabbricati per le quali sono state rilasciate licenze, concessioni o autorizzazioni per restauro, risanamento conservativo o ristrutturazione edilizia, limitatamente al periodo di validità del provvedimento durante il quale il fabbricato non è comunque utilizzato (Art. 36, c. 3, D.P.R. 917/1986);
- i fabbricati rurali ed eventuali pertinenze;
- i fabbricati destinati alla rivendita posseduti da imprenditori commerciali;
- le parti di reddito imputabile a ciascun condomino a seguito di proprietà comune se non è superiore ad Euro 25,82 (Art. 36, c. 3-bis, D.P.R. 917/1986);
- i fabbricati di cui il contribuente è titolare della nuda proprietà.

Non è titolare del reddito di fabbricati il locatario in caso di sublocazione, in quanto i compensi percepiti sono classificabili nella categoria dei Redditi diversi
Rendita
La rendita del fabbricato è calcolata con due diverse modalità a seconda che si tratti di immobili con destinazione ordinaria o speciale (artt. 37.1 e art. 37.2 T.U.I.R). 
- Per gli immobili con destinazione ordinaria, la rendita catastale è ottenuta moltiplicando le tariffe d'estimo per la superficie dell’immobile che determina il reddito medio-ordinario.
- Per gli immobili con destinazione speciale la rendita catastale è attribuita individualmente, cespite per cespite, in base a una stima diretta.

È irrilevante il reddito effettivamente prodotto dal fabbricato, si tiene conto solo quanto risulta dal catasto, ne consegue una tassazione che prescinde dalla percezione effettiva da parte del contribuente.

## Categorie di fabbricati

### Gruppo A
- A/1 Abitazione signorile
- A/2 Abitazione civile
- A/3 Abitazione economica
- A/4 Abitazione popolare
- A/5 Abitazione ultrapopolare
- A/6 Abitazione rurale
- A/7 Abitazioni in villini
- A/8 Abitazioni in ville
- A/9 Castelli e palazzi di eminenti pregi artistici o storici
- A/10 Uffici e studi privati
- A/11 Abitazioni tipiche dei luoghi

### Gruppo B
- B/1 Collegi, convitti educandati ricoveri, orfanotrofi, ospizi conventi, seminari e caserme
- B/2 Case di cura e ospedali
- B/3 Prigioni e riformatori
- B/4 Uffici pubblici
- B/5 Scuole e laboratori scientifici
- B/6 Biblioteche, musei, gallerie, accademie, circoli ricreativi e culturali senza fine di lucro, che non hanno sede in edifici della categoria A/9
- B/7 Cappelle e oratori non destinati all'esercizio pubblico dei culti
- B/8 Magazzini sotterranei per depositi di derrate

### Gruppo C
- C/1 Negozi e botteghe
- C/2 Magazzini e locali deposito (cantine e soffitte con rendite autonome)
- C/3 Laboratori per arti e mestieri
- C/4 Fabbricati e locali per esercizi sportivi senza fine di lucro
- C/5 Stabilimenti balneari e di acque curative senza fine di lucro
- C/6 Box o posti auto pertinenziali
- C/6 Autosilos, autorimesse (non pertinenziali), parcheggi a raso aperti al pubblico
- C/6 Stalle, scuderie e simili
- C/7 Tettoie chiuse o aperte

### Gruppo D
- D/1 Opifici
- D/2 Alberghi, pensioni e residences
- D/3 Teatri, cinematografi, sale per concerti e spettacoli e simili (arene, parchi-giochi)
- D/4 Case di cura e ospedali con fine di lucro
- D/5 Istituti di credito, cambio e assicurazione
- D/6 Fabbricati, locali ed aree attrezzate per esercizio sportivi con fine di lucro
- D/7 Fabbricati costruiti o adattati per le speciali esigenze di un'attività industriale e non suscettibili di destinazione diversa senza radicali trasformazioni
- D/8 Fabbricati costruiti o adattati per le speciali esigenze di un'attività commerciale e non suscettibili di destinazione diversa senza radicali trasformazioni
- D/9 Edifici galleggianti o assicurati a punti fissi del suolo e ponti privati soggetti a pedaggio
- D/10 Fabbricati per funzioni produttive connesse alle attività agricole
- D/11 Scuole e laboratori scientifici privati
- D/12 Posti barca in porti turistici e stabilimenti balneari

### Gruppo E
- E/1 Stazioni per servizi di trasporto
- E/2 Ponti comunali a pedaggio
- E/3 Fabbricati per esigenze pubbliche
- E/4 Recinti chiusi per esigenze pubbliche
- E/5 Fortificazioni
- E/6 Fari, semafori, torri per orologio
- E/7 Fabbricati per esercizio di culti
- E/8 Cimiteri
- E/9 Edifici particolari non compresi nelle categorie precedenti

## Tassazione
Ai fini fiscali, il reddito derivante dai fabbricati è determinato su base catastale. Esso è il valore che l’Agenzia delle Entrate attribuisce ad un fabbricato, il quale non sempre equivale al reddito effettivamente prodotto dall’immobile e che ad ogni modo può essere modificato. 

### La tassazione dell’immobile adibito ad abitazione principale
Chiunque detenga immobili in qualità di proprietario, usufruttuario o titolare di altro diritto reale è tenuto ad inserirli nella propria dichiarazione dei redditi. In questo caso, è possibile usufruire di una agevolazione fiscale che consente di sottrarre dal reddito complessivo quello relativo all’abitazione principale e alle sue pertinenze. 
Per abitazione principale "si intende l'immobile […] nel quale il possessore e i componenti del suo nucleo familiare dimorano abitualmente e risiedono anagraficamente" (art. 1, comma 741, lett. b), della legge n. 160 del 2019). 
La deduzione è applicabile sia quando l’appartamento è utilizzato dal solo proprietario, ma anche nel caso in cui l’immobile sia il luogo di residenza dai familiari del contribuente. 
Nel caso in cui il contribuente possiede due appartamenti, uno destinato a sua abitazione principale e l’altro abitato da un familiare, la deduzione si applica esclusivamente con riguardo alla dimora principale del contribuente. L’agevolazione, infatti, può essere utilizzata solo per una singola unità immobiliare. 

### La tassazione dell’immobile locato ad uso abitativo
La locazione dell’immobile ad uso abitativo produce in capo al proprietario effetti dichiarativi-impositivi perché rappresenta un reddito effettivo, di conseguenza, è soggetto a tassazione. 
Se la rendita catastale rivalutata del 5% risulta inferiore al canone di affitto, l’imposizione fiscale si applica su quest’ultimo. 
È comunque possibile optare per il regime di tassazione della “cedolare secca” sugli affitti (art. 3 del decreto legislativo 14 marzo 2011, n. 23) , che consente di sostituire il regime fiscale ordinario con un regime fiscale speciale ad aliquota fissa del 21% (o del 10% per contratti a canone concordato). Per beneficiare dell’istituto vi sono delle condizioni: 
- Il locatore deve essere una persona fisica che non agisca in regime di impresa o di libera professione.
- L’unità immobiliare locata sia abitativa e destinata a uso abitativo.

## Capacità contributiva e uso abitativo immobile
Il principio di Capacità contributiva è previsto dall'art. 53 Cost., esso afferma: “tutti sono tenuti a concorrere alle spese pubbliche in ragione della loro capacità contributiva”.
Questo è il principio cardine del sistema fiscale italiano e trova concreta applicazione nella disciplina dei redditi da fabbricati, in cui la tassazione deve essere commisurata alla reale capacità economica del contribuente.
La capacità contributiva, nel caso dei redditi di fabbricati, attiene alle modalità con le quali il bene viene tassato.
Come stabilito dal TUIR (Testo unico delle imposte sui redditi), la tassazione si basa in parte sulla Rendita catastale, ovvero una stima dell’Agenzia del territorio su alcuni parametri dell’immobile, e in parte sulla possibilità materiale che il fabbricato possa produrre un reddito, che non può essere altro che effettivo, ossia realmente percepito dal soggetto.
Il regime fiscale dei redditi dei fabbricati si fonda a questo proposito su una doppia lettura della capacità contributiva.
Per gli immobili adibiti ad abitazione principale, la legge afferma che essi non danno luogo ad un reddito effettivo per il proprietari, questo perché essi fanno parte del fabbisogno abitativo del nucleo familiare. Conseguentemente l'Imposta municipale propria non è dovuta per l'abitazione principale.
Per abitazione principale si intende l’immobile, iscritto o iscrivibile nel Catasto edilizio urbano come unica unità immobiliare, nel quale il possessore e i componenti del suo nucleo familiare dimorano abitualmente e risiedono anagraficamente, come evidenziato dall’art 1, comma 741 b), della legge 27/12/2019 n.160. Ne conseguono una serie di agevolazioni che consentono di dedurre o esentare dalla tassazione il reddito prodotto dal possesso dell’immobile.
La ratio (ragione) è da individuare nel fatto che l’uso abitativo personale non è un’attività redditizia, ma una parte dell’esistenza umana e, quindi, dal punto di vista fiscale, non può essere considerata come espressione di capacità contributiva.
Solo nel caso in cui un immobile venga affittato, il canone di locazione viene tassato in quanto manifestazione della capacità contributiva del proprietario.
Il canone viene tassato in base a due regimi fiscali: Irpef, regolato dalla legge n. 917/1986 (TUIR) o Cedolare secca sugli affitti, introdotta con D.Lgs. 23/2011.

### Critiche dottrinali
Si sono diffusi in dottrina una serie di dubbi circa il rispetto dello stesso art 53 Cost., con un riguardo particolare alla sovrapposizione tra l’imposta IMU (Imposta municipale propria) e il prelievo dei redditi fondiari.
La critica è stata basata, innanzitutto, sulla costituzionalità dell’imposizione sul patrimonio. L’introduzione dell’IMU ha disincentivato l’utilizzo produttivo degli immobili, provocando una riduzione dei redditi da essi generati.
Il problema risiede nel fatto che se un immobile produce reddito il contribuente sarà obbligato, oltre che al pagamento dell’IMU, anche al versamento dell’imposta generata dal reddito del fabbricato. Questo, secondo parte della dottrina, può comportare una lesione del divieto di doppia imposizione che costituisce principio generale del nostro ordinamento (art. 67 D.P.R. n. 600/1973; art. 163 TUIR) come evidenziato nella rivista di diritto finanziario e scienza delle finanze, Vol/Nr 2, 2021, p. 227-246. Una delle soluzioni proposte è stata, allora, la deducibilità dell’imposta patrimoniale pagata dall’imponibile del reddito, così da evitare di saldare due volte il medesimo valore.
La Corte Costituzionale è successivamente intervenuta con sentenza n. 262 del 4 dicembre 2020, dichiarando incostituzionale l’art 14 comma 1 del D. lg. n. 23 del 2011. Questo stabiliva che l’Imposta Municipale Propria fosse indeducibile dalle imposte erariali sui redditi e dall'Imposta regionale sulle attività produttive. La Corte ha evidenziato come tale norma violasse il principio di uguaglianza (art 3 Cost.) e il principio di capacità contributiva, poiché impediva una deduzione ragionevole delle imposte patrimoniali dal reddito.

## Revisione
Lo schema di categorie catastali attualmente in vigore risale senza sostanziali modifiche agli anni '40.
Verso la fine degli anni '90, si stabilì una riforma del catasto per cui le categorie dovevano basarsi non più sul numero di vani, ma sulla superficie calpestabile dell'immobile e tenere conto della sua posizione geografica (centro, zone periferiche, ecc.). 
Il nuovo schema di classamento degli immobili non entrò mai in vigore e dal 2009 non è più obbligatorio riportare nelle visure catastali il dato fondamentale, ovvero la superficie catastale. Il D.P.R. 138/98 - Regolamento per la revisione delle zone
censuarie e delle tariffe d'estimo in esecuzione alla Legge 662/96, già disponeva che (capo II, art. 3): 

nell'allegato C al presente regolamento.
2. Le tariffe d'estimo delle unità immobiliari urbane, di cui al comma 1, sono determinate con riferimento alla suddetta unità di superficie.»
Nulla viene detto in merito a chi abbia l'obbligo della misurazione e rilevazione fisica del dato nelle unità immobiliari, né della sua comunicazione al Catasto Informatico. Il Testo Unico delle imposte sui Redditi (DPR 917/1986) non enunciava il criterio della superficie calpestabile come base per la determinazione delle imposte sui fabbricati, e rinvia a leggi catastali separate; nessun accenno al riguardo nella legge 992/96). Nel catasto in rete la superficie calpestabile non risulta essere presente per le unità accampionate o variate prima dell'entrata in vigore di tale DPR: le norme al 2015 non prevedono un progressivo adeguamento e regolarizzazione.
Fino ai primi anni '80, anche le rendite catastali erano riferite al triennio '37-'39, e per renderle attuali andavano moltiplicate per dei coefficienti, aggiornati dalla commissione censuaria centrale. Nel 1988-1989 fu effettuata una rivalutazione delle rendite catastali che è ad oggi il riferimento per il calcolo di imposte e tasse sulla casa. Le categorie catastali invece non furono interessate da queste riforme.